# 科马尔市镇
科马尔乡级市镇（烏克蘭語：Комарська сільська громада）是乌克兰顿涅茨克州沃尔诺瓦哈区的市镇，行政中心为科马尔。市镇面积为423.2平方公里，人口数量为6,948人（2020年）。

## 居民点
该市镇包括24个居民点：5个镇和19个村庄。
- 部分村庄：维利内波莱、科马尔